# Мишел Јео
Јео Чу Кен (кин: 杨紫琼; Ипох, 6. август 1962), позната као Мишел Јео (енгл. Michelle Yeoh), малезијска је глумица. Добитница је више награда и признања, међу којима су Оскар и награда Златни глобус. Позната је по улогама у филмовима Сутра не умире никад, Притајени тигар, скривени змај, Мумија: Гробница Змаја Императора, Чувари галаксије 2, Мемоари једне гејше, Сулудо богати Азијати, Шенг-Чи и легенда о десет прстенова, Све у исто време, Злица и серији Звездане стазе: Дискавери. Једна је од 50 најлепших људи на свету према часопису Пипл 1997. године.

## Биографија
Мишел Јео је рођена 6. августа 1962. године у Ипоху, Перак, Малезија, у једној етнички кинеској породици (отац је адвокат, мајка је домаћица). Као дете била је веома атлетски оријентисана и страствено волела да плеше. Са четири године почела је да тренира балет. У доби од 15 година, у пратњи родитеља, стиже у Лондон, где је уписана у специјални интернат. Касније је ушла у Лондонску академију за плес, где је почела да се бави балетом. Међутим, повреда кичмене мождине окончала је њен сан да постане прима-балерина, због чега је морала да промени интерес од класичног балета, до плеса и других уметности. Након што је дипломирала на Академији, Јео је стекла диплому уметности са специјализацијом из кореографије и драме.
Године 1983. Мишел Јео постала је победница избора за Мис Малезије, због чега се појавила у телевизијској реклами са Џеки Ченом, што је привукло пажњу старт-ап филмске продуцентске куће под називом D & B Films. Такође је представљала Малезију на такмичењу за Мис света 1983. у Лондону.
Њена каријера у Хонг Конгу започела је са неколико реклама за Чарлса Џордана (заједно са акционим звездама Џеки Ченом и Чау Јун-Фатом пре него што јој је понуђен уговор за снимање за Owl & Bamboo (1984). Групација D & B, коју предводи будући муж Јео, Диксон Пун, промовисала је заштитни знак Чарлса Џордана у Хонг Конгу. Године 1988, након венчања с Пуном, глумица је напустила професију. Међутим, након три године, пар се развео, а 1992. поново се вратила снимањима. Њен први филм након повратка био је Полицијска прича 3 (1992), који је делимично снимљен у Куала Лумпуру, у Малезији.

## Пут до славе
Филмску каријеру је започела у акционим филмовима и филмовима о борилачким вештинама као што су Да, мадам са Синтијом Ротрок и Само Хуном, онда The Heroic Trio (1993) и филмовима Јуан Хепинга Tai Chi Master и Wing Chun (1994). Занимљиво је да, Јео никада није нешто посебно практиковала борилачке вештине. Глумећи у различитим филмовима (од којих су многи развили сами), ослањала се на своје плесно искуство и тренинге, као и инструкторе на сету.
Као и многе друге звезде из Хонг Конга, Јео је покушала да се пробије до Холивуда. Постала је Бонд девојка одигравши главну улогу - улогу Веи Лин - у филму Сутра не умире никад (1997), као и улогу у чувеном филму Анг Лија Притајени тигар, скривени змај (2000). Након тога јој је понуђена улога Серафима у другом и трећем делу Матрикса, али је одбила због недоследности у распореду снимања. Након тога, сценаристи Матрикса заменили су лик Серафима, мушким ликом, а Колин Чау је преузео ту улогу.
Године 2002. глумила је у свом првом филму на енглеском језику - „Додир“ (The Touch), направљен напорима сопствене филмске компаније Mythical Films.
Године 2005, Јео је играла улогу грациозне гејше Мамеха у филмској адаптацији Мемоара једне гејше и наставила да ради на енглеском језику са улогом у филму Сунце (2007) Денија Бојла.
Године 2008. играла је чаробницу Зи Јуан у филму Мумија: Гробница Змаја Императора.
Године 2017. појавила се у камео улози као Алета Огорд (Стархок) у другом делу екранизације стрипа Чувари галаксије 2.
Године 2021. играла је улогу под називом Флоренс у акционом филму "Метак и милкшејк".